# هوهن لیندن
هوهن لیندن (به آلمانی: Hohenlinden) یک شهر در آلمان است که در ابرسبرگ واقع شده‌است.

## خصوصیات
هوهن لیندن ۱۷٫۳۲ کیلومترمربع مساحت دارد ۵۴۰ متر بالاتر از سطح دریا واقع شده‌است.